# ويليام بايارد كاتينغ
ويليام بايارد كاتينغ (بالإنجليزية: William Bayard Cutting)‏ هو محامي أمريكي، ولد في 12 يناير 1850 في نيويورك في الولايات المتحدة، وتوفي في 1 مارس 1912.